# Hispaniola
Hispaniola (nome latino, pronuncia /ispaˈniola/; in spagnolo: La Española; in haitiano creolo: Ispayola; in taíno: Ayiti) è una delle maggiori isole delle Antille, sul cui territorio si trovano gli Stati sovrani di Haiti ad ovest (che occupa circa il 36% della superficie totale) e la Repubblica Dominicana ad est (che occupa circa il 64% della superficie). L'isola si trova a est di Cuba e a ovest di Porto Rico.
Hispaniola è stata la prima colonia europea nel Nuovo Mondo, fondata da Cristoforo Colombo nei suoi viaggi del 1492 e 1493. È la seconda isola delle Antille per superficie dopo Cuba (22ª al mondo), ma risulta essere la più popolosa delle Americhe e la decima al mondo.

## Etimologia
L'isola ha avuto vari nomi derivati dalla sua popolazione nativa, gli amerindi Taino. Quando Colombo prese possesso dell'isola nel 1492 la chiamò "Hispana" in latino e "La Isla Española", che significa "L'isola spagnola", in spagnolo. Bartolomé de Las Casas accorciò il nome in "Española", e quando Pietro Martire d'Anghiera descrisse l'isola in una sua opera in latino, tradusse il nome in Hispaniola. Poiché l'opera di Anghiera venne quasi subito tradotta in inglese e francese, il nome di "Hispaniola" è diventato il più usato in paesi di lingua inglese per descrivere l'isola in opere scientifiche e cartografiche.
Gonzalo Fernández de Oviedo e de las Casas hanno documentato che l'isola era chiamata Haiti ("Terra montuosa") dai Taino. D'Anghiera aggiunse un altro nome, "Quizqueia" (presumibilmente "Madre di tutte le Terre"), ma in seguito la ricerca ha dimostrato che la parola non sembra derivare dalla lingua originale dei Taino. Sebbene l'uso Taino di Haiti è verificato e il nome è stato usato da tutti e tre gli storici, le evidenze suggeriscono che probabilmente non era il nome Taino di tutta l'isola, ma piuttosto il nome di una regione (ora conosciuta come Los Haitises) nella sezione nord-est della attuale Repubblica Dominicana. Nella più antica cartina documentata dell'isola, creata da Andrés de Morales, quella regione prende il nome di "Montes de Haití" ("Montagne di Haiti"). Las Casas apparentemente ha chiamato l'intera isola Haiti sulla base di questa particolare regione; d'Anghiera afferma infatti che il nome di una parte fu dato a tutta l'isola.
I termini coloniali Saint-Domingue e Santo Domingo sono a volte ancora applicati a tutta l'isola, anche se questi nomi si riferiscono, rispettivamente, alle colonie che divennero Haiti e la Repubblica Dominicana. Il nome Haiti è stato adottato dal rivoluzionario haitiano Jean-Jacques Dessalines come il nome ufficiale dell'indipendente Saint-Domingue, come omaggio ai predecessori amerindi. Quisqueya (da Quizqueia) è usato per riferirsi alla Repubblica Dominicana.

## Geografia politica
Politicamente l'isola è divisa tra Haiti, che copre un terzo della superficie totale ed è situata sulla parte occidentale, e la Repubblica Dominicana, che copre gli altri due terzi occupando la parte orientale. È l'unico caso al mondo di un'isola importante suddivisa fra due Stati completamente indipendenti. Altri casi, non assimilabili completamente, sono le isole su cui giacciono uno Stato indipendente e la parte "distaccata" di almeno un altro Stato (es. Irlanda, Nuova Guinea, Borneo, Timor). Vi è anche il caso di Cipro ma in questo caso solo uno dei due governi è internazionalmente riconosciuto. 
| Nazione               | Popolazione (stima 2009) | Area (km²) | Densità (/km²) |
| --------------------- | ------------------------ | ---------- | -------------- |
| Haiti                 | 9 035 536                | 27 751     | 326            |
| Repubblica Dominicana | 9 755 954                | 48 671     | 201            |
| Totale                | 18 791 490               | 76 422     | 246            |

## Storia

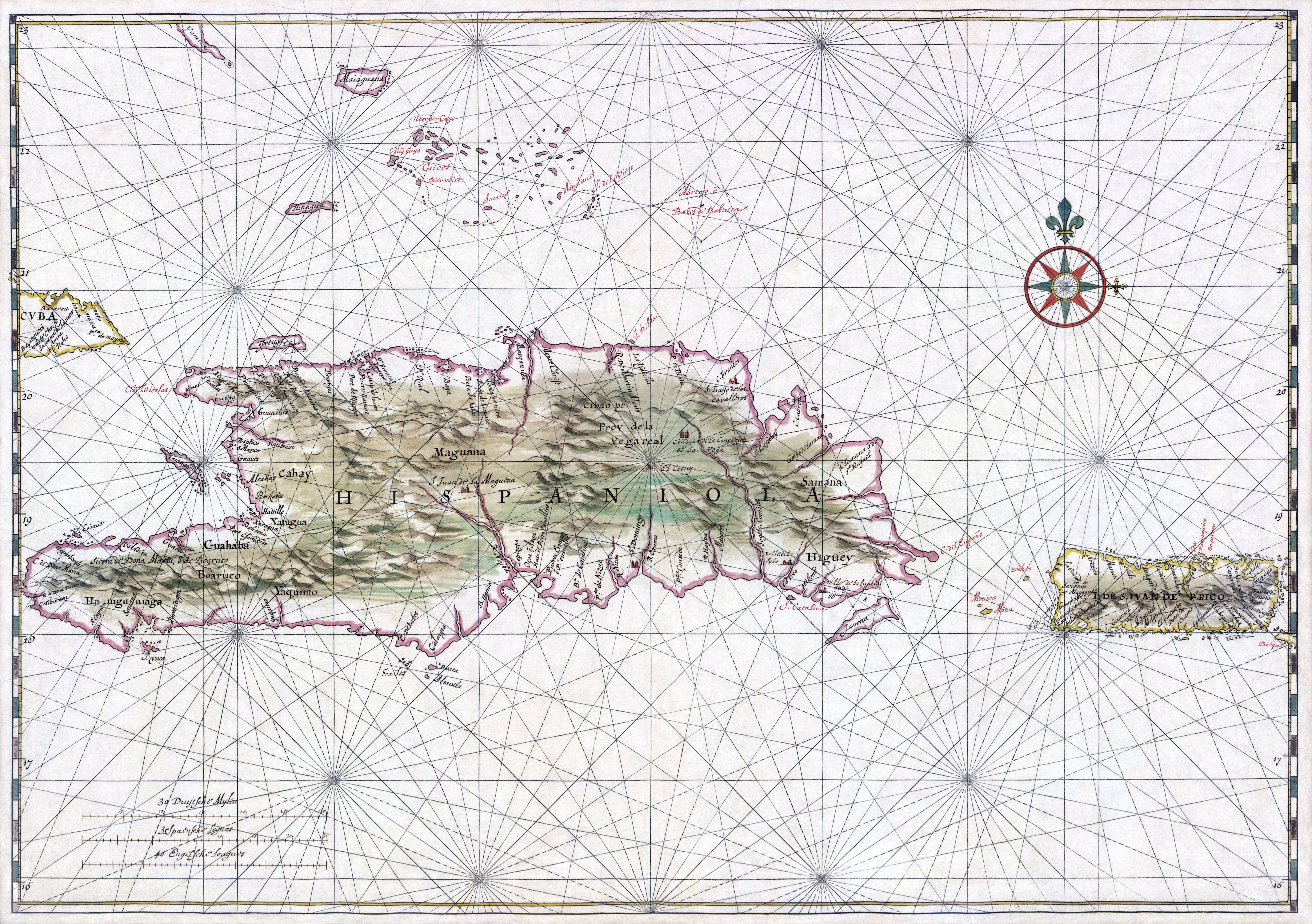
Carta náutica de La Española y Puerto Rico (circa 1639)

Cristoforo Colombo giunse per la prima volta sull'isola il 5 dicembre 1492. Durante questo viaggio, il giorno di Natale fondò il primo insediamento europeo nel continente americano, La Navidad, sulla costa settentrionale dell'odierna Haiti.
Volendo festeggiare il Natale sbarcando nella terra sognata, Colombo cercò di sfruttare le brezze di terra, con l'ordine a Juan de la Cosa di tenere la barra del timone della Santa Maria. 
Questi, stanco per le peripezie dei giorni precedenti, la lasciò ad un giovane mozzo per poi ritirarsi sottocoperta. Verso la mezzanotte del 25 dicembre, a poca distanza dalla costa (200-300 metri) la Santa Maria era andata in secca da prua, l'ammiraglio svegliatosi ordinò di tonneggiare, gettando l'ancora che poi doveva essere trainata da un argano, venne gettata in mare una lancia con tale scopo, su cui salì Juan de la Cosa che decise invece di dirigersi verso la Niña. La caracca dovette essere abbandonata, a nulla servirono gli ultimi sforzi di Colombo. L'ammiraglio, dovendo abbandonare parte della sua ciurma, 39 persone in tutto, fece costruire un forte, La Navidad, a poche miglia dal luogo dell'incidente. I lavori vennero organizzati dal carpentiere Alonso Morales, e venne lasciata una lancia come mezzo di trasporto. Dopo la partenza di Colombo, La Navidad fu distrutta dai nativi dell'isola, i Taino.
L'anno seguente, Cristoforo salpò per il suo secondo viaggio da Cadice il 25 settembre 1493 con 17 navi, fra cui la Niña ora denominata Santa Clara, e un equipaggio di circa 1200 uomini, tra i quali vi erano il figlio Diego, il fratello Giacomo, il padre di Las Casas. Arrivarono il giorno 19 novembre 1493 a Porto Rico ed il 23 novembre giunsero nella baia di Samanà. L'Ammiraglio Colombo tornò ad Hispaniola, dove scoprì che gli uomini dell'equipaggio che aveva lasciato erano stati uccisi. Colombo fece allora costruire un nuovo insediamento situato più a est, denominato La Isabela, così chiamata in onore della regina di Spagna. La Isabela fu fondata nel dicembre del 1493 ed esistette fino al 1496, quando fu abbandonata dagli stessi spagnoli a seguito della fondazione della nuova capitale, Santo Domingo, situata nella costa meridionale dell'isola.
Prima dell'arrivo di Colombo, l'isola di Hispaniola era abitata dai Taino, una pacifica popolazione il cui numero di individui, alla fine del XV secolo, era stato stimato in 250 000 unità. La colonizzazione spagnola ebbe inizio nel 1493, con l'arrivo di 1300 uomini dalla penisola iberica. Il rude trattamento riservato agli indigeni - unitamente alle malattie importate dall'Europa - ridusse la popolazione nativa a circa un ventesimo nel breve volgere di un quarto di secolo. La Spagna iniziò anche l'importazione di schiavi dall'Africa a partire dal 1501.
Man mano che l'impero spagnolo conquistava nuovi territori nel continente, parallelamente calava l'interesse per l'isola di Hispaniola; nei primi anni del XVII secolo le coste nord-occidentali dell'isola erano diventate un punto di rifornimento di pirati, tanto che nel 1606 il re di Spagna ordinò a tutti gli abitanti dell'isola di spostarsi verso la capitale, al fine di ridurne al minimo i contatti. Questo permise ai pirati di stabilire vere e proprie basi nelle zone abbandonate dai coloni spagnoli.
Nel 1665 il re di Francia riconobbe ufficialmente l'isola come possedimento della corona francese, il cui terzo occidentale fu ceduto formalmente alla Francia dalla Spagna con il Trattato di Ryswick del 1697. Soprannominata "la perla delle Indie", la colonia francese conobbe oltre un secolo di ricchezza e prosperità. L'indipendenza haitiana del 1804 non riuscì a mantenere tale situazione, e trasformò lentamente il paese in una delle nazioni più povere del mondo. La parte orientale dell'isola restò colonia spagnola fino al 1821, anno in cui la Repubblica Dominicana dichiarò per la prima volta l'indipendenza. L'anno successivo l'occupazione haitiana della Repubblica Dominicana non incontrò resistenza, e per circa un ventennio, fino al 1844, l'isola fu nuovamente unita sotto il dominio haitiano.
L'effimero successo turistico di Haiti del secondo dopoguerra non contribuì a risollevare un paese minato da forti contrasti. Attualmente, invece, la Repubblica Dominicana si sta confermando come uno dei paradisi turistici del pianeta. In generale, nel XXI secolo vi è una forte differenza nell'economia dei due Paesi: l'ex colonia spagnola ad esempio ha dimostrato di avere maggiori risorse anche per far fronte alle calamità naturali, che invece hanno devastato a più riprese Haiti, come ad esempio il terremoto del 2010, che in Repubblica Dominicana ha avuto un impatto molto limitato. Inoltre, la Repubblica Dominicana rappresenta un rifugio di maggiore stabilità economia per molti cittadini haitiani, e a più riprese viene paventata la possibilità di costruire un muro alla frontiera fra i due paesi.

## Clima
Il clima è tropicale rinfrescato dalla brezza marina responsabile della sua gradevole temperatura che oscilla tra i 18 °C ed i 30 °C. Da maggio a ottobre c'è la possibilità di qualche breve ma intenso acquazzone. Il mese più caldo è agosto, mentre quello più fresco è gennaio.

## Valuta
Le monete locali sono il peso dominicano (DOP) ed il gourde haitiano (HTG). Il dollaro e l'euro possono essere cambiati in loco. I pesos non vengono riconvertiti.

## Cucina
Il piatto tipico in Repubblica Dominicana è chiamato "La Bandera Dominicana" ed è composto da riso, fagioli e carne, soprattutto pollo; ottima è anche la carne alla griglia. Pompelmi e arance vengono venduti sulle bancarelle già sbucciati. Caratteristico anche il saporito "queso", formaggio servito con patate particolari.
In Haiti, tra i piatti più popolari citiamo il "Lalo", saporito stufato a base di riso, carne e verdure, il "Diri ak djon djon" (riso con djon djon, una specie locale di fungo spontaneo).